# Metacatharsius useramus
Metacatharsius useramus är en skalbaggsart som beskrevs av Hermann Julius Kolbe 1893. Metacatharsius useramus ingår i släktet Metacatharsius och familjen bladhorningar. Inga underarter finns listade i Catalogue of Life.